# Charles Ponzi
Charles Ponzi, Carlo Pietro Giovanni Guglielmo Tebaldo Ponzi, född 3 mars 1882 i Lugo i Emilia-Romagna, död 18 januari 1949 i Rio de Janeiro i Brasilien, var en italiensk-amerikansk immigrant i Boston som efter första världskriget genomförde en form av investeringsbedrägeri som senare har blivit uppkallat efter honom: Ponzibedrägeri.

## Handel med internationella svarskuponger
Runt 1920 insåg Ponzi att man skulle kunna göra arbitragevinster genom att handla med internationella svarskuponger. Internationella svarskuponger hade introducerats av Världspostföreningen 1907, men på grund av inflationsutvecklingen i olika länder under kriget hade förändringar i växelkurser gjort det lönsamt att köpa svarskuponger i ett land och lösa in dem mot frimärken i ett annat, förutsatt att man kunde sälja frimärkena vidare. Ponzi påstod sig kunna göra stora vinster genom att köpa svarskuponger i Italien och sedan lösa in dem i USA mot  frimärken och betalning. För att genomföra denna handel storskaligt sökte Ponzi kapital och de första investerarna erbjöd han att dubblera deras pengar på 90 dagar. Ponzi byggde upp ett förtroende hos sina investerare genom att leverera hög avkastning samt att återbetala pengar och avkastning prompt. Nya investerare tillkom kontinuerligt och istället för att kräva ut sina pengar började många av dem successivt att återinvestera pengarna i verksamheten mot hopp om ytterligare avkastning.

## Svindeln
Problemet för Ponzi var att hans idé inte gick genomföra i praktiken. Redan innan han lockade till sig de första investerarna hade han fått släktingar i Italien att köpa svarskuponger åt honom och skicka dem till USA, men när han försökt lösa in dem hade han mötts av byråkratin hos det federala amerikanska postverket. Vad som på pappret hade sett ut som en fin vinstaffär, var i realiteten en förlustaffär om man tog hänsyn till postbyråkratins regler för inlösen. Ponzi tjänade aldrig några pengar på handel med svarskuponger. Istället använde han pengarna från nytillkomna placerare för att betala av de befintliga och karusellen kunde fortsätta så länge Ponzi hade investerarnas förtroende.
I stor utsträckning var de som investerat i Ponzis företag "Old Colony Foreign Exchange Company" italiensk-amerikanska immigranter precis som Ponzi själv, men efterhand som verksamheten växte blev det också uppmärksammat i Bostons tidningar. Ponzi lyckades dock tysta tidiga kritiker genom att bli tilldömd skadestånd på 500 000 dollar i ett ärekränkningsmål mot en tidning. The Boston Post anlitade dock i ett senare skede den ansedde finansjournalisten Clarence Barron som beräknade att om Ponzis påståenden stämde borde antalet internationella svarskuponger i omlopp varit uppe i 160 miljoner, men detta motsades av det amerikanska postverket och i realiteten skall det aldrig ha varit fler än cirka 27 000 svarskuponger i omlopp. Efter att uppgifterna publicerats drabbades Ponzi av en uttagsanstormning, men han lyckades lugna de oroliga investerarna och stabilisera verksamheten genom att på kort tid betala ut cirka två miljoner dollar.
Ponzi var kund i en liten bank i de italienska kvarteren i Boston, Hanover Trust Bank of Boston, och efter att han börjat sätta in pengarna från sin verksamhet i banken hade han blivit bankens överlägset största kund. Så stor kund att han kunde diktera villkoren i banken. Efter uppmärksamheten från artiklarna i Boston Post och uttagsanstormningen började myndigheterna i att oroa sig för hur Ponzis verksamhet kunde påverka stabiliteten i bankväsendet. Statsåklagaren i Massachusetts begärde en utredning och till att börja med fann man inget olagligt. Efter att ha genomfört en revision fann man dock att verksamheten hade genererat ett underskott på minst sju miljoner dollar. Krediterna hade främst lämnats av Hanover Trust Bank, men ytterligare fem andra banker drogs med och gick under i fallet.

## Åtal, dom och utvisning
Ponzi åtalades i federal domstol för 86 fall av postbedrägeri, men lyckades förhandla ner åtalet till ett enda fall som han erkände och dömdes till fem års fängelse. Han blev frigiven efter tre och ett halvt år, och åtalades då nästan omedelbart för egenmäktigt förfarande i en delstatlig domstol. Ponzi hade trott att överenskommelsen där han erkände sig skyldig hade omfattat även de brott han skulle begått enligt delstaten Massachusetts lagar och överklagade åtalet ända till USA:s högsta domstol där han förlorade. Det federala åtalet hade gällt postbedrägeri, medan delstatens åtal gällde egenmäktigt förfarande. Ponzi var medellös och hade inte råd att anlita advokat; istället försvarade han sig själv och inför jury lyckades han klara sig utan fällande dom i två rättegångar men dömdes i en tredje rättegång till att avtjäna ytterligare ett straff om sju till nio års fängelse. Efter att ha blivit släppt från fängelset 1934 blev Ponzi, som aldrig erhållit amerikanskt medborgarskap, deporterad tillbaka till Italien.

## Ponzis sista dagar
Ponzi hankade sig fram i Italien, men lyckades så småningom bli utsedd till agent i Brasilien, för det statliga italienska flygbolaget Ala Littoria. Brasilien anslöt sig dock till de allierade under andra världskriget och flygtrafiken upphörde. Efter detta förefaller Ponzis hälsa successivt att ha blivit allt sämre tills han blind och utblottad slutade sina dagar på ett sjukhus i Rio de Janeiro 1949. Bland Ponzis efterföljare finns bland annat amerikanen Bernard Madoff som 2009 dömdes att avtjäna ett fängelsestraff på 150 år efter att ha legat bakom vad som anses vara världens hittills största ponzibedrägeri.